# Живо месо
„Живо месо” је југословенска ТВ драма из 1981. године. Режирао га је Ђорђе Кадијевић а сценарио је написан по делу  Васка Попе.

## Улоге
| Глумац                | Улога |
| --------------------- | ----- |
| Миодраг Мики Крстовић |       |